# John W. Brunius
John W. Brunius est un réalisateur et acteur suédois, né le 26 décembre 1884 à Stockholm (Suède), et mort le 17 décembre 1937 dans cette ville.

## Biographie
Il réalisa plus d'une vingtaine de films, la plupart pendant la période du cinéma muet, et a été « paralysé par l'arrivée du cinéma parlant ». Marié avec Pauline Brunius, actrice et réalisatrice, et il était le père de l'actrice Anne-Marie Brunius et de l'acteur Palle Brunius.

## Filmographie

### Comme réalisateur
- 1918 : Le Chat botté (Mästerkatten i stövlar)
- 1919 : La Petite Fée de Solbakken (Synnöve Solbakken)
- 1919 : Åh, i morron kväll
- 1920 : Gyurkovicsarna
- 1920 : Thora van Deken
- 1921 : Le Moulin en feu (Kvarnen)
- 1921 : Le Chevalier errant (En lyckoriddare)
- 1921 : Son fils (En vildfågel)
- 1923 : Vox Populi (Johan Ulfstjerna)
- 1923 : Kärlekens ögon
- 1923 : Hårda viljor
- 1924 : En piga bland pigor
- 1925 : Charles XII (Karl XII)
- 1925 : Karl XII, II
- 1926 : Fänrik Ståls sägner
- 1928 : Gustaf Wasa del I
- 1928 : Gustaf Wasa del II
- 1930 : Doktorns hemlighet
- 1930 : Vi två
- 1931 : Längtan till havet
- 1932 : En glad gutt
- 1934 : Falska Greta
- 1935 : Havets melodi
- 1939 : Vänrikki Stoolin tarinat

### Comme acteur
- 1918 : Le Chat botté (Mästerkatten i stövlar)
- 1931 : Längtan till havet, réalisé par lui-même et Alexander Korda